# Saint-Jean-de-Savigny
Saint-Jean-de-Savigny là một xã thuộc tỉnh Manche trong vùng Normandie tây bắc nước Pháp. Xã này nằm ở khu vực có độ cao trung bình 66 mét trên mực nước biển.